# Escut, bandera i estendard de Geldo
L'escut, la bandera i l'estendard de Geldo són els símbols representatius de Geldo, municipi del País Valencià, de la comarca de l'Alt Palància.

## Escut heràldic
L'escut oficial de Geldo té el següent blasonament:
| « | Escut quadrilong de punta redona, truncat. En el primer quarter, en camp de gules una flor d'or de sis pètals nerviats, acabats en punta. El segon tercejat en pal: el primer, en camp d'or quatre pals de gules; el segon, partit [en realitat, truncat] de Castella i Lleó; el tercer, quarterat en sautor d'Aragó i Sicília. Al timbre, corona reial oberta. | » |

## Bandera
La bandera oficial de Geldo té la següent descripció:
| « | Bandera de proporcions 2:3. De roig, partit per meitat vertical. El primer, junt a l'asta, flor de sis pètals nerviats i acabats en punta d'or. En el segon, al batent, les armes del ducat de Segorb, tal com apareixen en l'escut municipal. | » |

## Estendard
L'estendard oficial de Geldo té la següent descripció:
| « | Estendard de proporcions 1:2. De roig, partit per la meitat horitzontal (truncat). El primer, flor de sis pètals nerviats i acabats en punta d'or. Al segon, les armes del ducat de Sogorb, així com apareixen a l'escut i la bandera municipals. | » |

## Història
L'escut fou aprovat per Resolució de 13 de desembre de 2006, del conseller de Justícia, Interior i Administracions Públiques, publicada en el DOCV núm. 5442, de 2 de febrer de 2007.
La flor de sis pètals és un senyal tradicional de l'escut del poble. A la part de baix de l'escut hi apareixen les armes de l'infant Enric, antic duc de Sogorb i senyor de Geldo. Estan compostes de les armories d'Aragó, Castella i Lleó, i Sicília.
A l'Arxiu Històric Nacional es conserva l'empremta d'un segell en tinta de l'Alcaldia, de 1876, on hi apareix aquest senyal tradicional.

Segell de l'Alcaldia (AHN, 1877).

La bandera fou aprovada per Resolució de 25 de setembre de 2008, del conseller de Presidència, publicada en el DOCV núm. 5.870, de 15 d'octubre de 2008.
L'estendard fou aprovat per Resolució de 20 de juliol de 2010, del director general de Cohesió Territorial.